# Sisyra terminalis
Sisyra terminalis – gatunek drapieżnego owada z rodziny okudlicowatych (Sisyridae). Dorasta do 6 mm. Larwy tej sieciarki, jak larwy wszystkich okudlicowatych, są związane ze środowiskiem wodnym.
W Polsce został stwierdzony pod koniec XX wieku. Znanych jest 7 miejsc występowania tego zwierzęcia na terenie kraju. Jednym z ciekawszych są pola wodonośne należące do wrocławskich wodociągów, dlatego że położone są one kilka kilometrów od centrum niemal 700-tysięcznego miasta, a owad ten żyje tylko w pobliżu bardzo czystej wody. Woda wysokiej jakości jest mu potrzebna do rozrodu. Larwy Sisyra terminalis rozwijają się bowiem tylko wewnątrz słodkowodnych gąbek. A te są bioindykatorami czystości wody.
Sisyra terminalis została odkryta w 1854 roku. Po przepoczwarczeniu dorosłe formy owada żyją tylko kilka tygodni i zajmują się niemal jedynie kopulacją. Do tego stopnia są tak nią zajęte, że prawdopodobnie nic nie jedzą, a po złożeniu jaj przez samicę partnerzy giną.